# سلام عزیزم (ترانه نو داوت)
«سلام عزیزم» (به انگلیسی: Hey Baby) ترانه ای از گروه موسیقی اسکا اهل ایالات متحده آمریکا نو داوت برای پنجمین آلبوم استودیویی گروه (۲۰۰۱) است. ترانه در ۲۹ اکتبر ۲۰۰۱ به‌عنوان تک‌آهنگ لید از آلبوم توسط اینترسکوپ رکوردز منتشر شد. ترانه از نظر تجاری موفق بود و به رتبه پنجم در جدول فروش موسیقی ۱۰۰ آهنگ داغ بیلبورد ایالات متحده آمریکا رسید.
«سلام عزیزم» اگرچه تأثیرات رقص آن نقداهای متفاوتی داشت، به‌طور کلی نقدهای مثبتی را از طرف منتقدان موسیقی دریافت کرد. این تک‌آهنگ در چارت‌های در رتبه اول و در چارت‌های اسکاتلند، نروژ، استرالیا، دانمارک، فنلاند، نیوزلند، جزو ده ترانه اول قرار گرفت. ترانه برنده جایزه بهترین عملکرد آوازی پاپ گروه در چهل و پنجمین جوایز گرمی شد.